# Rhabdomastix (Rhabdomastix) arnaudi
Rhabdomastix (Rhabdomastix) arnaudi is een tweevleugelige uit de familie steltmuggen (Limoniidae). De soort komt voor in het Oriëntaals gebied.